# Вертікоське сільське поселення
Вертіко́ське сільське поселення (рос. Вертикосское сельское поселение) — сільське поселення у складі Каргасоцького району Томської області Росії.
Адміністративний центр та єдиний населений пункт — село Вертікос.
Населення сільського поселення становить 532 особи (2019; 611 у 2010, 664 у 2002).